# Culpa del superviviente
El síndrome del superviviente (también llamado síndrome de supervivencia o culpa del superviviente) es una condición mental que ocurre cuando una persona percibe que ha hecho mal al sobrevivir a un evento traumático cuando otros no lo han logrado. El síndrome del superviviente aparece como consecuencia del trastorno por estrés postraumático (TEPT), cuando este está relacionado con la muerte de seres queridos, cuando se ha sido testigo de la muerte de otros o cuando se ha estado involucrado en una situación en la que otros han muerto, aunque no se haya sido testigo de dicho suceso.

## De las primeras observaciones a su definición académica
Fue observado entre los supervivientes del RMS Titanic, de los campos de concentración, de las bombas nucleares lanzadas sobre Hiroshima y Nagasaki y, en general, de la Segunda Guerra Mundial, así como la Guerra de Vietnam. Se le dio primero el nombre de «síndrome de los campos de concentración», caracterizado por ansiedad crónica, depresión, fatiga, problemas de sueño, problemas somáticos diversos, labilidad emocional, pérdida de iniciativa y mala adaptabilidad social, incluyendo aislamiento social.
Askevold y Eitinger establecieron que el 83 % de los supervivientes a los campos de concentración en Noruega había desarrollado este síndrome.
En 1976, Lifton y Olson describieron lo que desde entonces se conoce como el síndrome del superviviente. Lo desarrollaron a partir del desastre de Buffalo Creek. Se distinguen varios elementos característicos:
- Impresión y ansiedad elevada hacia la muerte. A la mente del que lo sufre acuden imágenes recurrentes y recuerdos sobre el desastre, pesadillas y pensamientos sobre la muerte.
- Culpa por la muerte de otros, búsqueda de culpables. Aparece un sentido de culpa por la supervivencia y de autocondenación por haber sobrevivido (o no haber podido rescatar a otros) mientras los demás murieron.
- Embotamiento emocional, sentimiento de degradación y desensibilización a la experiencia.
- Entorpecimiento psíquico, apatía, aislamiento, deterioro de las relaciones sociales.
- Lucha interna por encontrar alguna formulación cognoscitiva del significado del desastre (religiosa, racional, metafísica).

El paciente sufre:
- Irritabilidad, ira, agresión (similar a psicopatía).
- Sentimiento de culpa, agresión.
- Desórdenes físicos (hipertensión, cefaleas, trastornos gastrointestinales).

Si no se resuelve el síndrome, estos desórdenes físicos y de comportamiento pueden agravarse, aumentando la mortalidad entre los familiares de las víctimas que no sobrevivieron.